# Rafał Miłaszewski
Rafał Miłaszewski (ur. 23 lipca 1942) – polski inżynier i ekonomista, profesor nauk ekonomicznych, profesor zwyczajny Uniwersytetu Kardynała Stefana Wyszyńskiego w Warszawie, Politechniki Białostockiej i Wyższej Szkoły Ekologii i Zarządzania w Warszawie, specjalista w zakresie ekonomii środowiska i zasobów naturalnych.

## Życiorys
Kuzyn Stanisława Miłaszewskiego. W 1966 ukończył w Politechnice Warszawskiej studia na kierunku inżynieria sanitarna. Tam też na Wydziale Inżynierii Sanitarnej i Wodnej w 1980 otrzymał stopień naukowy doktora nauk technicznych. W 1996 na podstawie dorobku naukowego oraz rozprawy pt. Zastosowanie modeli decyzyjnych w programowaniu inwestycji ochrony wód uzyskał na Wydziale Gospodarki Narodowej Akademii Ekonomicznej im. Oskara Langego we Wrocławiu stopień doktora habilitowanego nauk ekonomicznych w dyscyplinie ekonomia specjalność ekonomika ochrony środowiska. W 2006 prezydent RP nadał mu tytuł naukowy profesora nauk ekonomicznych.
Został profesorem zwyczajnym Politechniki Białostockiej (Wydział Budownictwa i Inżynierii Środowiska), Uniwersytetu Kardynała Stefana Wyszyńskiego w Warszawie (Wydział Biologii i Nauk o Środowisku) oraz Wyższej Szkoły Ekologii i Zarządzania w Warszawie (Wydział Inżynierii i Zarządzania).

## Członkostwo w korporacjach naukowych
- Europejskie Stowarzyszenie Ekonomistów Środowiska i Zasobów Naturalnych – Oddział Polski
- Polska Akademia Nauk: Komitet Gospodarki Wodnej
- Rada Naukowa Instytutu Meteorologii i Gospodarki Wodnej – Państwowego Instytutu Badawczego
- Polska Akademia Nauk: Komitet Badań nad Zagrożeniami związanymi z Wodą[3]